# عبير القديمة
سلسلة روايات عبير القديمة هي مجموعة من الروايات الرومانسية العالمية المنتقاة بعناية شديدة والتي تزخر بحمولة عاطفية عالية وتلتهب خلالها المشاعر المتناقضة مثل الحب والكراهية والغضب والحلم والمغفرة والانتقام، كل ذلك بأسلوب شيق وممتع يرحل بالقارئ إلى عوالم الحس والشعور والعاطفة، فيبحر به في أعماق المشاعر الإنسانية المقدسة والراقية التي عرفها الإنسان في مختلف العصور والأزمان